# Ichirō Suzuki (Baseballspieler)
Ichirō Suzuki (jap. 鈴木 一朗, Suzuki Ichirō, meist nur bekannt unter Ichirō; * 22. Oktober 1973 in Toyoyama, Präfektur Aichi, Japan) ist ein ehemaliger japanischer Baseballspieler in der Major League Baseball (MLB) auf der Position des Outfielders. Ichirō war der erste Japaner, der sich als Stammspieler auf einer Feldposition in der MLB etablierte.
Von seiner ersten Saison an gehörte Ichirō zu den stärksten Spielern der MLB. Er gewann in jedem seiner zehn Jahre in Seattle einen Gold Glove und spielte für das All-Star-Team. Zusätzlich wurde er 2001, 2007 und 2009 mit Silver Slugger Award ausgezeichnet. In der Saison 2004 stellte Ichirō einen neuen Rekord für Hits (262) in einer Saison auf.

## Jugend
Ichirō begann das Baseballspielen im Alter von sieben Jahren. Er bat seinen Vater Nobuyuki Suzuki ihn zu unterrichten, um ein besserer Spieler zu werden. Die beiden trainierten täglich, wobei Ichirō 50 Pitches warf und bei 200 Pitches seines Vaters als Schlagmann agierte. Zudem bekam Ichirō je 50 Infield- und Outfield-Bälle, die er verteidigte. Zum Abschluss schlug er noch 250 bis 300 Bälle aus einer Wurfmaschine.
Als Jugendspieler hatte Ichirō das Wort shūchū (Konzentration) auf seinem Handschuh geschrieben. Im Alter von 12 Jahren setzte er sich endgültig das Ziel, Baseballprofi zu werden, und teilte von nun an die Vision seines Vaters. Nobuyuki sagte einmal: „Baseball war Spaß für uns beide“, doch Ichirō sagte später „Es war vielleicht Spaß für ihn, aber für mich war es mehr wie Star of the Giants“. Star of the Giants ist ein populäres japanisches Manga und eine Animeserie, die von dem schwierigen Weg eines Jungen zum Baseballprofi erzählt. Der Vater des Jungen fordert von ihm rigoroses Training ein. Ichirō sagte in Bezug auf das Training mit seinem Vater einmal: „Es grenzte an Erniedrigung und ich habe gelitten.“
Als Ichirō dem Baseballteam der Oberschule beitrat, sagte sein Vater dem Trainer: „Egal wie gut Ichirō ist, Du darfst ihn nie loben. Wir müssen ihn geistig stark machen.“ Als Ichirō auf die Oberschule ging, wurde er von einer Schule mit einer prestigeträchtigen Baseballvergangenheit ausgewählt. Ichirō wurde aufgrund seines starken Wurfarms damals nicht als Outfielder, sondern als Pitcher eingesetzt.
In seiner Oberschulkarriere brachte es Ichirō auf einen Schlagdurchschnitt von 0,505 und 19 Home Runs. Bestandteile der sehr harten Trainingsmethoden waren unter anderem das Schleudern von Autoreifen oder das Schlagen von Bällen mit einer schweren Schaufel. Diese Methoden stärkten seine Handgelenke und Hüften und erhöhten die Kraft und die Ausdauer des eher schmächtig gebauten Ichirō.
Beim Draft der japanischen Profiliga wurde Ichirō allerdings erst in der vierten und letzten Runde „gezogen“, da die Teams ihn für zu klein (180 cm) und zu leicht (54 kg) hielten, um professionell Baseball zu spielen.

## Karriere in Japan
Ichirō debütierte 1992 im Alter von 18 Jahren in der Pacific League, spielte aber in den ersten beiden Jahren hauptsächlich in einem Farmteam, da der Manager den unorthodoxen Schwungstil von Ichirō nicht akzeptierte. Ichirōs Schwung, der den Spitznamen „Pendulum“ (dt.: Pendel) bekam, ist im Prinzip mit dem konventionellen Schwung nicht vereinbar. Ichirō macht eine „pendelartige“ Bewegung seines Fußes und legt sein Gewicht während des Schwungs nach vorne. Normalerweise soll beim Schwung das Gewicht auf dem hinteren Bein liegen, um den Ball effektiv schlagen zu können.
In der Saison 1994 begünstigte ein Managerwechsel Ichirōs Karriere. Er wurde in den erweiterten Kader der BlueWave geholt. Zudem wurde ihm erlaubt, so zu schwingen, wie er es wollte. Er dankte es dem Manager mit einem japanischen Saisonrekord von 210 Hits in 130 Spielen. Sein Schlagdurchschnitt von 0,385 brachte ihm zudem den ersten von sieben aufeinanderfolgenden Titeln in dieser Statistik ein. Zudem gelangen ihm 13 Homeruns und er stahl 29 Bases, was ihm die erste von drei Ernennungen zum MVP in der Pacific League einbrachte.
In der Saison 1994 fing der Spieler an „Ichiro“ anstatt „Suzuki“ auf seinem Jersey als Namen zu verwenden. Grund hierfür war, dass Suzuki der zweithäufigste Nachname in Japan ist. Dadurch wollte sich Ichirō von der Masse abheben. Dies wurde vom Management begrüßt, welches ihn als aufstrebenden Spieler mit Starpotenzial sah und ein gewisses Image und Individualität vermitteln wollte. Obwohl Ichirō diese Taktik des schwachen Teams nicht unbedingt mochte, blieb er bei der Aufschrift und wurde schon bald von Autogrammwünschen überhäuft.
In der Saison 1995 führte Ichirō die Blue Wave zu ihrem ersten Pacific-League-Titel seit zwölf Jahren. Zu seinem zweiten Titel beim Schlagdurchschnitt kamen noch erste Plätze in den Statistiken RBI (80), Homeruns (25) und gestohlene Bases (49). Zu dieser Zeit begann die japanische Presse ihn als „Die Menschliche Schlagmaschine“ zu bezeichnen. Im Jahr 1996 erhielt Ichirō dann den dritten MVP-Award in Folge. Das Team besiegte den Champion der Central League, die Yomiuri Giants, in der Nihon Series.
Im Jahr 2000 war Ichirō noch ein Jahr davon entfernt, als Free Agent geeignet zu sein. Doch die BlueWave gehörten nicht mehr zu den besten Teams Japans und konnten sich den Star nicht mehr leisten. Um ihn nicht ein Jahr später ohne Ablöse ziehen lassen zu müssen, erlaubten sie ihm, Gespräche mit Teams der Major League Baseball aufzunehmen. Ichirō nutzte das so genannte Posting system, eine Abmachung zwischen der MLB und der japanischen Profiliga, die eingeführt wurde, um die japanischen Teams davor zu bewahren, ihre jungen Talente ohne finanziellen Ausgleich nach Amerika ziehen lassen zu müssen. Die Seattle Mariners gewannen die „Auktion“ mit einem Gebot von etwa 13 Millionen US-Dollar. Ichirō unterschrieb daraufhin einen Dreijahresvertrag in Seattle mit einem Volumen von 14 Millionen US-Dollar und wurde der erste japanische Feldspieler der MLB-Geschichte.
In seinen neun Jahren in Japan brachte Ichirō es auf einen Gesamtschlagdurchschnitt von 0,353 und gewann sieben Gold Gloves.

## Karriere in der Major League Baseball

### 2001–2003

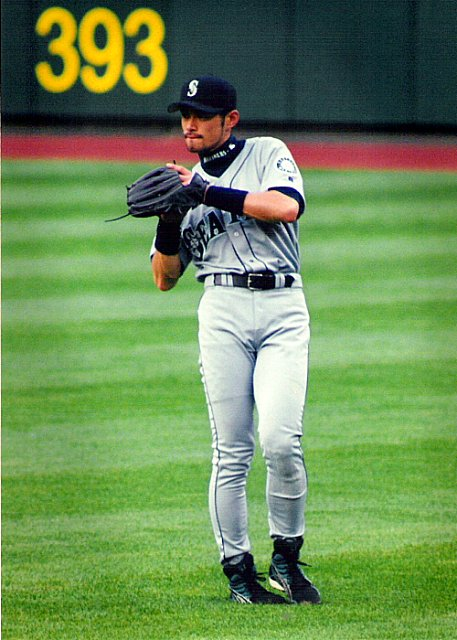
Ichirō Suzuki

Am 9. November 2000 erhielt Ichirō bei den Seattle Mariners einen Vertrag mit einem Volumen von etwa 14 Millionen US-Dollar. Das Medieninteresse an Ichirō war überwältigend, da er der erste Japaner war, der den Sprung als Feldspieler in die MLB schaffte. Bis dato waren einzig und allein Pitcher aus Japan in der Profiliga aktiv. Ähnliche Kritiken wie die beim Draft in Japan kamen auch in Amerika auf. Es wurde bezweifelt, dass Ichirōs Statur ausreichen würde, um sich durchzusetzen. Zudem werden in der MLB jede Saison 162 Spiele gespielt, deutlich mehr als in Japan. Ichirō lieferte, vor allem in der Defensive, ein beeindruckendes Debüt im Spiel gegen die Oakland Athletics ab.
Ichirō spielte eine herausragende Rookie-Saison im Jahr 2001. Er brachte es auf 242 Hits und brach damit einen Rekord von 1930. Zudem führte er die Liga mit einem Schlagdurchschnitt von 0,350 und mit 56 gestohlenen Bases an. Des Weiteren gelangen ihm zwei großartige Serien von Spielen mit Hits: Eine mit 15 und eine mit 23 Spielen. Er kam auf das Cover der Sports Illustrated und beschwor ein Mediengewitter sowohl in den USA als auch in Japan herauf.
Die Mariners verbuchten neue Rekorde im Ticketabsatz und japanische Baseballfans buchten reihenweise Reisen im Wert von 2.000 US-Dollar, um die Spiele in Seattle zu besuchen. Mehr als 150 japanische Reporter und Fotografen ließen sich akkreditieren und im Stadium wurde das Sushi Ichirolls verkauft.
Mit der Hilfe der Major League Baseball, die erlaubte die All-Star-Abstimmung auch in Japan zuzulassen, erhielt Ichirō als erster Rookie mehr Stimmen zur Wahl als alle anderen MLB-Profis. Am Ende der Saison wurde Ichirō zum Most Valuable Player und zum Rookie of the Year in der American League gewählt. Damit war er erst der zweite Spieler nach Fred Lynn, der beide Auszeichnungen in seiner ersten MLB-Saison erhielt. Einige Sportjournalisten allerdings kritisierten, dass Ichirō den „Rookie-Status“ hatte, da er sehr viel Erfahrung aus der japanischen Profiliga mitbrachte. Dies sei ein unfairer Vorteil gegenüber den Spielern, die aus den Minor-League Teams kamen.
In den Jahren 2002 und 2003 konnte Ichirō die sehr guten Leistungen bestätigen. Er schaffte jeweils über 200 Hits, wurde ins All-Star-Team gewählt und gewann in beiden Jahren einen Gold Glove Award.

### 2004: Ichirōs Rekordejagd
In der Saison 2004 konnte Ichirō diverse Rekorde in der Major League Baseball aufstellen:
- 26. August: Mit einem Double gegen die Kansas City Royals wurde Ichirō der erste Spieler, der in jedem seiner ersten vier Jahre 200 Hits schaffte.
- 28. August: Ichirō war der erste Spieler der MLB-Geschichte, der drei Monate in Folge 50 Hits schaffte.
- 31. August: Ichirō beendete den August mit 56 Hits, den meisten seit 1938. Damals schaffte Jeff Heath 58.
- 17. September: Ichirō schaffte sein 199sten Single der Saison. Damit schlug er den Rekord von Lloyd Waner, der 1927 198 schaffte.
- 22. September: Ichirō brach den 79 Jahre alten Rekord von Harry Heilmann in der Kategorie Hits on the Road (Hits bei Auswärtsspielen), nachdem er seinen 135sten Hit schaffte.
- 1. Oktober: Ichirō schaffte die Hits 258 und 259 und brach damit den Rekord von George Sisler, der seit 1920 Bestand hatte. Zudem brach er den Rekord der Hits in einer Zeitspanne von vier Jahren mit insgesamt 919 Hits.
- 3. Oktober: Ichirō beendete die Saison mit 262 Hits. Zudem war er Erster der Schlagdurchschnittstatistik mit .372. Seine 225 Singles der Saison brachen den ewigen Rekord von Willie Keeler aus dem Jahr 1898. Ichirō verpasste zudem nur knapp Willie Wilsons Rekord der meisten at bats. Ichirō ging 704 mal zum Schlag, Wilsons Rekord steht bei 706.

### 2005–2006
In der Saison 2005 schaffte es Ichirō bereits das fünfte Mal in Folge mehr als 200 Hits in einer Saison zu erreichen. Damit war er der erste Spieler, dem dies in seinen ersten fünf Profijahren gelang. Zudem schafften es vor ihm erst fünf andere Spieler über 200 Hits in fünf aufeinanderfolgenden Spielzeiten zu erreichen, nämlich Willie Keeler, Wade Boggs, Chuck Klein, Al Simmons und Charlie Gehringer. Zudem schlug er in dieser Saison 15 Homeruns, was einen neuen persönlichen Rekord darstellte.
Der Saisonstart 2006 war für Ichirōs Verhältnisse eher schwach. So konnte er im April zum Beispiel nur einen Schlagdurchschnitt von .200 vorweisen. Im Saisonverlauf steigerte er sich dann stetig und beendete die Saison mit einem Schlagdurchschnitt von .322, was ihm in dieser Statistik Platz sechs der American League und Platz elf in der MLB einbrachte. Zudem schaffte er 224 Hits (Platz eins der MLB), 110 Runs und 45 gestohlene Bases.
Die Fans wählten Ichirō in das All-Star-Team der American League. Dies war bereits die sechste Teilnahme im sechsten Profijahr in Amerika. Bei den sechs Teilnahmen war Ichirō fünfmal in der Startformation. Nur 2005 begann er als Ersatzspieler. Ichirō gewann zudem zum sechsten Mal den Gold Glove Award.

### 2010
In der Saison 2010 gelang es Ichirō als erstem Spieler in der MLB, seine Serie von Spielzeiten mit mindestens 200 Hits auf mittlerweile 10 Saisons auszubauen. Pete Rose gelangen zwar zuvor ebenfalls 10 Spielzeiten mit dieser Leistung, allerdings nicht wie durch Ichirō in zehn aufeinanderfolgenden Saisons. Für seine defensiven Leistungen im Outfield wurde er zum zehnten Mal in Folge mit einem Gold Glove ausgezeichnet. Damit liegt er in der Liste der gewonnenen Gold Gloves im Outfield auf dem geteilten dritten Platz hinter Roberto Clemente und Willie Mays, die jeweils zwölf Mal erfolgreich waren.

## Trivia
- Im Januar 2006 spielte Ichirō sich in der Fernsehserie Furuhata Ninzaburō selbst. Seine Rolle war die des Mörders.